# NASL best XI
L'équipe type de la NASL ou (NASL Best XI) est une récompense remise chaque année par la North American Soccer League aux onze joueurs qui composeraient la meilleure équipe de la saison.

## Palmarès
Le joueur dont le nom est inscrit en gras est celui du joueur nommé Meilleur joueur de NASL de la saison concernée.
| Saison | Gardien de but          | Défenseurs                                                                                             | Milieux de terrain                                                                                           | Attaquants                                                                       |
| ------ | ----------------------- | --- | --- | -------------------------------------------------------------------------------- |
| 2011   | Brad Knighton, Caroline | Hassoun Camara, Montréal Lance Laing, Fort Lauderdale Toni Ståhl, Fort Lauderdale Kupono Low, Caroline | Pascal Millien, Tampa Matt Watson, Caroline Shaun Saiko, Edmonton David Foley, Porto Rico                    | Mike Ambersley, Tampa Etienne Barbara, Caroline                                  |
| 2012   | Jeff Attinella, Tampa   | Kyle Altman, Minnesota Ryan Cochrane, San Antonio Paul Hamilton, Edmonton Takuya Yamada, Tampa         | Luke Mulholland, Tampa Walter Ramírez, San Antonio Wálter Restrepo, Fort Lauderdale Nick Zimmerman, Caroline | Mark Anderson, Fort Lauderdale Pablo Campos, San Antonio                         |
| 2013   | Joe Nasco, Atlanta      | Aaron Pitchkolan, Minnesota Martyn Lancaster, Atlanta Albert Watson, Edmonton                          | Luke Mulholland, Tampa Miguel Ibarra, Minnesota Richard Menjivar, Atlanta Marcos Senna, Cosmos               | Georgi Hristov, Tampa Brian Shriver, Caroline Hans Denissen, San Antonio         |
| 2014   | Jimmy Maurer, Cosmos    | Darnell King, Fort Lauderdale Carlos Mendes, Cosmos Tiago Calvano, Minnesota Justin Davis, Minnesota   | Miguel Ibarra, Minnesota Rafael Castillo, San Antonio Walter Restrepo, San Antonio                           | Lance Laing, Edmonton Fafà Picault, Fort Lauderdale Christian Ramirez, Minnesota |
| 2015   | Romuald Peiser, Ottawa  | Rafael Alves, Ottawa Justin Davis, Minnesota Carlos Mendes, Cosmos Kevin Venegas, Minnesota            | Richie Ryan, Ottawa Lance Laing, Edmonton Ibson, Minnesota James Marcelin, Fort Lauderdale                   | Stefano Pinho, Fort Lauderdale Christian Ramirez, Minnesota                      |

## Joueurs les plus récompensés
- Lance Laing : 3
- Luke Mulholland,  Miguel Ibarra,  Walter Restrepo,  Justin Davis et  Carlos Mendes : 2

## Équipes les plus représentées
| Club                        | Saisons en NASL | Récompenses | Moy. par saison |
| --------------------------- | --------------- | ----------- | --------------- |
| Minnesota United FC         | 5               | 11          | 2,2             |
| Strikers de Fort Lauderdale | 5               | 8           | 1,6             |
| Scorpions de San Antonio    | 4               | 6           | 1,5             |
| Fury d'Ottawa               | 2               | 3           | 1,5             |
| Rowdies de Tampa Bay        | 5               | 7           | 1,4             |
| Cosmos de New York          | 3               | 4           | 1,3             |
| Railhawks de la Caroline    | 5               | 6           | 1,2             |
| FC Edmonton                 | 5               | 5           | 1               |
| Impact de Montréal          | 1               | 1           | 1               |
| Silverbacks d'Atlanta       | 4               | 3           | 0,75            |
| Islanders de Porto Rico     | 2               | 1           | 0,5             |